# Jacob Ackeret
Jacob Ackeret (Zurigo, 17 marzo 1898 – Gossau, 27 marzo 1981) è stato un fisico svizzero.

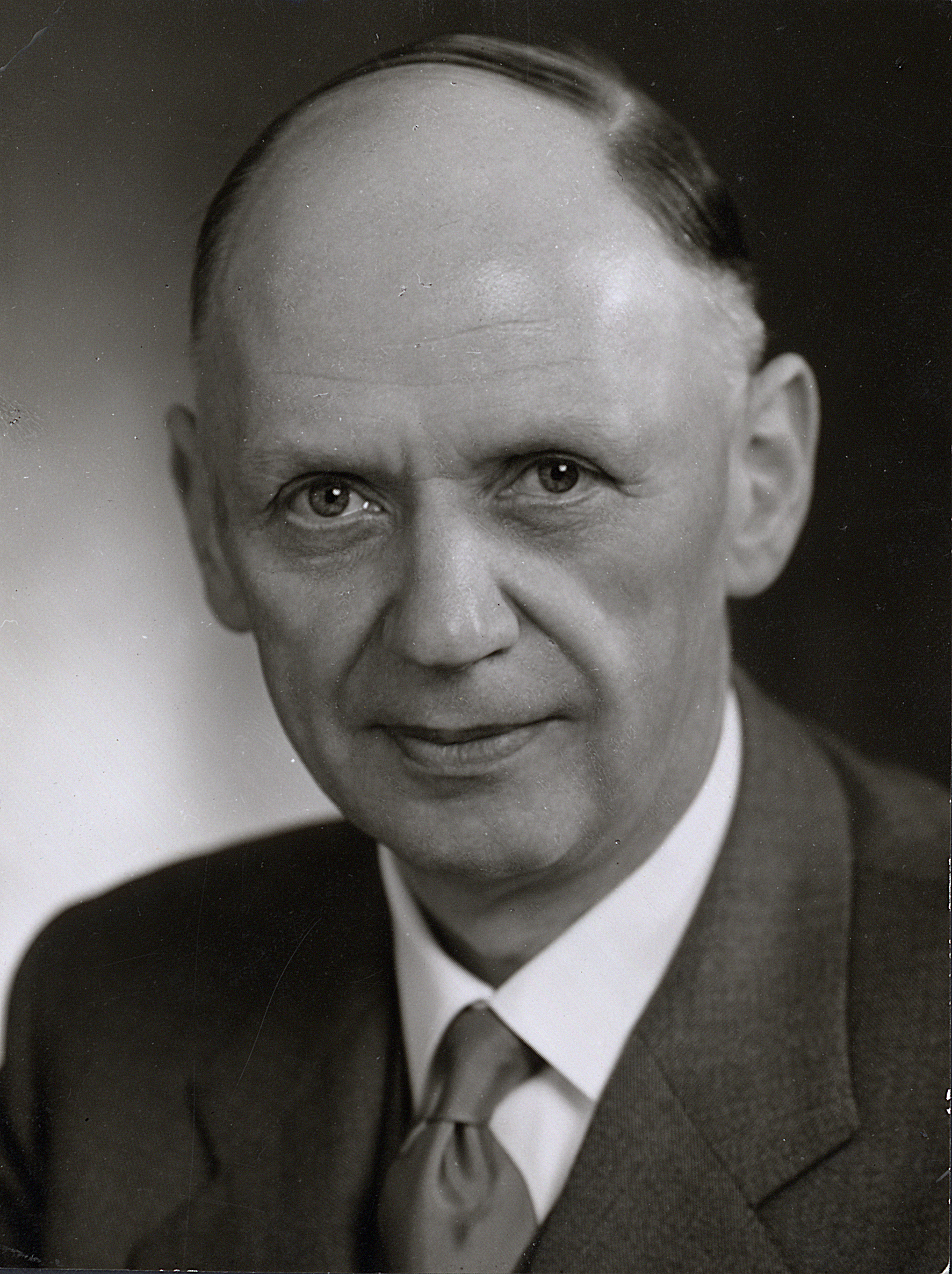

Ha studiato aerodinamica ed è stato professore al Politecnico di Zurigo.
È noto per i suoi progetti di turbine a gas e della prima galleria aerodinamica supersonica.
Il 24 marzo 1954 divenne socio dell'Accademia delle scienze di Torino.